# Kjell Hedvall
Kjell Erik Mikael Hedvall, född 1 juli 1952, är en socialdemokratisk politiker samt före detta kommunalråd och kommunstyrelsens ordförande i Lidköpings kommun mellan 1994 och 2017.

## Kontroverser
Hedvall har uppmärksammats för att han använt ett föråldrat ord för bakverket chokladboll och för att hans Instagramkonto följde tusentals så kallade nakenkonton, vilket enligt honom beror på spam..